# Settore 6
Il Settore 6 (in romeno Sectorul 6) è uno dei sei settori in cui è suddivisa la città di Bucarest, in Romania.

## Quartieri
- Crângași
- Drumul Taberei
- Ghencea
- Giulești
- Militari
- Regie

## Politica
Il sindaco del settore è Ciprian Ciucu, del Partito Nazionale Liberale, eletto per un mandato di quattro anni nel 2020. Il Consiglio locale del Settore 6 ha 27 seggi, con la seguente composizione del partito (a partire dal 2020):
|  | Partito | Seggi | Consiglio attuale | Consiglio attuale | Consiglio attuale | Consiglio attuale | Consiglio attuale | Consiglio attuale | Consiglio attuale | Consiglio attuale | Consiglio attuale |
|  | ------- | ----- | ----------------- | ----------------- | ----------------- | ----------------- | ----------------- | ----------------- | ----------------- | ----------------- | ----------------- |
|  | PSD     | 9     |                   |                   |                   |                   |                   |                   |                   |                   |                   |
|  | PNL     | 8     |                   |                   |                   |                   |                   |                   |                   |                   |                   |
|  | USR     | 8     |                   |                   |                   |                   |                   |                   |                   |                   |                   |
|  | PMP     | 2     |                   |                   |                   |                   |                   |                   |                   |                   |                   |

## Galleria d'immagini

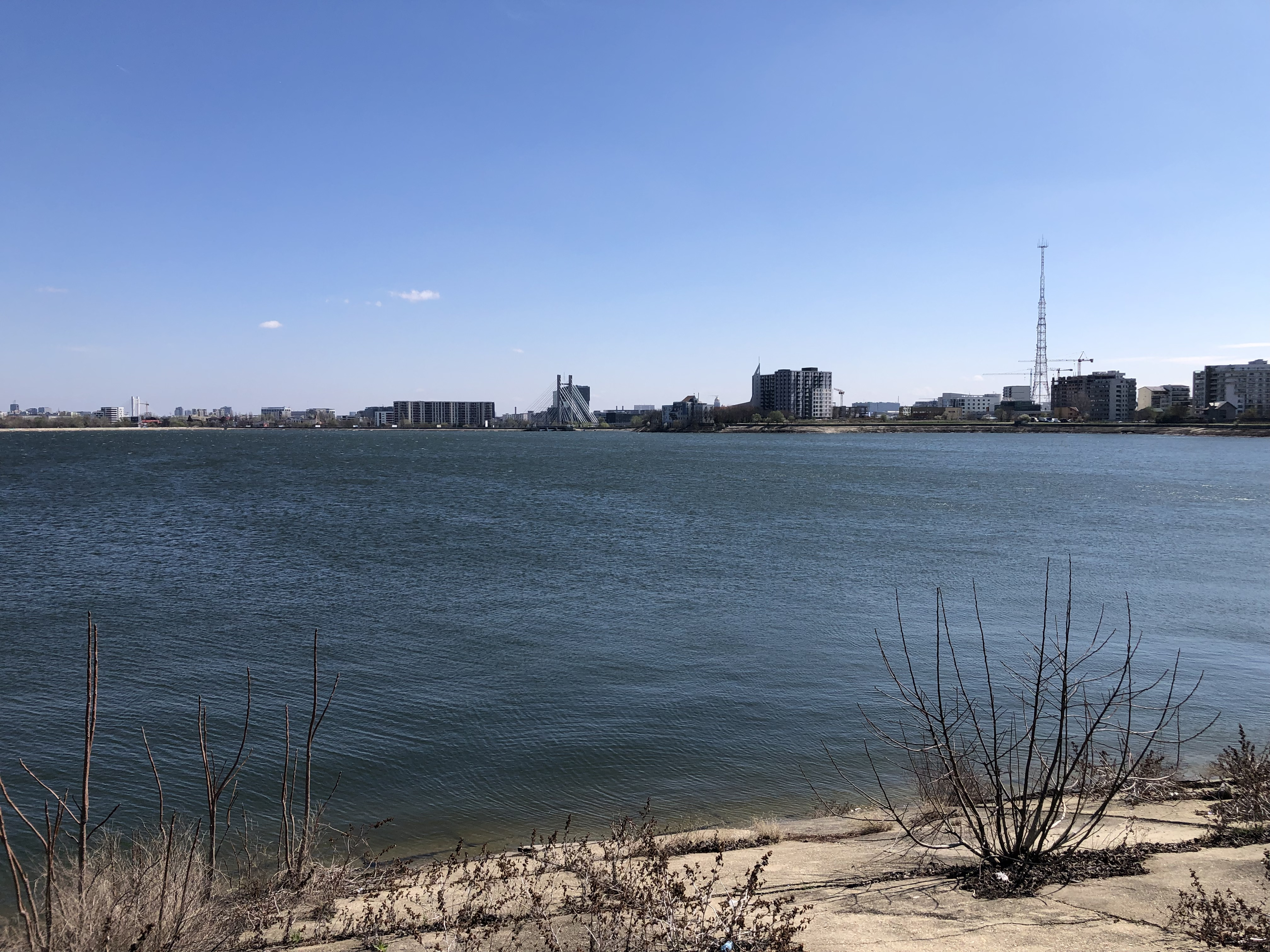
Lacul Morii, a Crângași
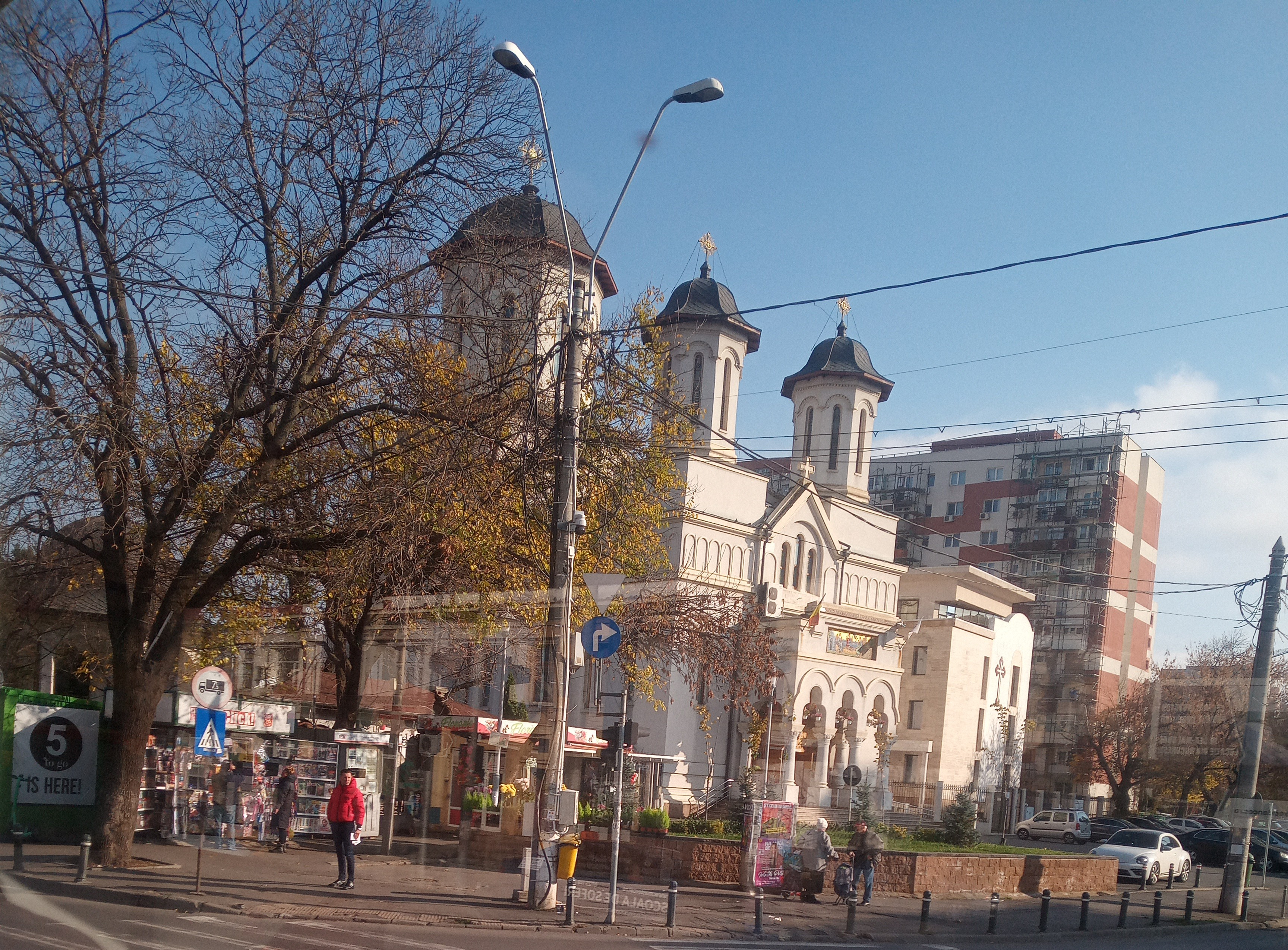
Chiesa della Santissima Trinità, a Ghencea